# Szyfr cmentarny
Szyfr cmentarny zalicza się do szyfrów podstawieniowych.
Niech A będzie zbiorem liter nad alfabetem angielskim, S – zbiorem symboli przedstawionych poniżej:
Szyfrem cmentarnym nazywamy funkcję: {\displaystyle F_{c}\colon A\to S.}

## Kryptoanaliza
Aby dokonać próby odszyfrowania łańcucha symboli metodą analizy częstości występowania znaków bez wiedzy o funkcji szyfrującej, musimy:
- wiedzieć w jakim języku powstał tekst jawny (tu z założenia j. angielski)
- posiadać odpowiednio długi szyfrogram, tak aby otrzymane częstości występowania symboli mogły być porównane z danymi uzyskanymi z badań statystycznych nad alfabetem tekstu jawnego danego języka.

## Historia
Jeden z tekstów zaszyfrowanych przy użyciu szyfru cmentarnego znajduje się na cmentarzu kościoła Świętej Trójcy w Nowym Jorku, datowany na 1794 r., drugi na cmentarzu nowojorskiego kościoła św. Pawła – 1796 r. Wygrawerowany szyfrogram wzięty z płyty grobowca z pierwszego z wymienionych cmentarzy ma postać następującą:
__R__E__M__E__M__B__E__R__D__E__A__T__H